# 裏表Lovers
〈裏表Lovers〉是日本创作歌手wowaka的歌曲，收录于wowaka的首张迷你专辑《The Monochrome Disc》。此曲的主唱人声是使用Vocaloid歌声库《初音未来》合成，音乐视频于2009年8月30日公开。
在2019年4月5日wowaka因突发心力衰竭逝世之后，此曲和〈World's End Dancehall〉〈Rollin Girl〉登上Billboard Japan的综合单曲排行榜Hot 100，分别位列第40、39和42。

## 创作
此曲时长3分5秒，每分钟159拍，人声音域在E3（mid2E）至B5（hihiB）之间。此曲音调高亢，歌词饶舌，是Vocaloid文化早期的代表作之一。

## 音乐视频
此曲的音乐视频于2009年8月30日公开，是附带歌词字幕的静态灰度图像，由wowaka制作。

## 发行
此曲最初随音乐视频于2009年8月30日公开，之后作为wowaka首张迷你专辑《The Monochrome Disc》的第六首歌曲通过2009年11月15日举行的第十届The Voc@loid M@ster独立发行，在经过重新混音制作后作为wowaka首张录音室专辑《Unhappy Refrain》的第九首歌曲于2011年5月18日通过wowaka与其他Vocalo制作人成立的音乐厂牌Balloom发行。

## 排行榜
| 排行榜（2019年）                | 最高排名 |
| ------------------------------- | -------- |
| 日本综合单曲（Billboard Japan） | 40       |